# Rhynchobelba simplex
Rhynchobelba simplex är en kvalsterart som först beskrevs av K. Fujikawa 1972.  Rhynchobelba simplex ingår i släktet Rhynchobelba och familjen Suctobelbidae. Inga underarter finns listade i Catalogue of Life.